# 黑爾登 (新澤西州)
黑爾登（英語：Haledon）是位於美國新澤西州巴賽克縣的自治市鎮。

## 人口
根據2020年美國人口普查的數據，黑爾登的面積為3.15平方千米，皆為陸地。當地共有人口9052人，而人口密度為每平方千米2,874人。